# Jämlikhet: noveller
Jämlikhet: noveller är en novellsamling av Anne Charlotte Leffler, utgiven postumt 2010 på Bokförlaget Atlas.
Samlingen har ett förord skrivet av Tove Leffler. I detta ges en biografi över Anne-Charlotte Lefflers liv och författargärning. Även de medtagna novellerna kommenteras.

## Innehåll
| Novell               | Ursprungligen publicerad i                                           |
| -------------------- | -------------------------------------------------------------------- |
| Jämlikhet            | Tidskriften Julqvällen 1884, därefter publicerad i Ur lifvet VI 1893 |
| Barnet               | Ur lifvet II 1883                                                    |
| I krig med samhället | Ur lifvet II 1883                                                    |
| En stor man          | Ur lifvet I 1882                                                     |
| Gamla jungfrun       | Ur lifvet III:II 1889                                                |

## Mottagande
I Göteborgs-Posten recenserades Jämlikhet: noveller tillsammans med två andra av Lefflers återutgivna verk, Sonja Kovalevsky och En sommarsaga. Recensenten Lisbeth Larsson ansåg att Jämlikhet: noveller bör läsas som genmälen till August Strindbergs Giftasnoveller.

### Fotnoter
1. ↑  ”Jämlikhet: noveller”. Libris.kb.se. http://libris.kb.se/bib/11942347. Läst 13 januari 2014.
2. ↑  Leffler 2010, s. 7–9
3. ↑  Lauritzen 2012, s. 597
4. ↑  Larsson, Lisbeth (16 maj 2011). ”Anne Charlotte Leffler”. Göteborgs-Posten. Arkiverad från originalet den 5 mars 2016. https://web.archive.org/web/20160305024703/http://www.gp.se/kulturnoje/recensioner/bocker/1.628175-anne-charlotte-leffler-sonja-kovalevsky-erinringar-jamlikhet-en-sommarsaga. Läst 13 januari 2014.